# Старонья
Старонья — деревня в Карамышевской волости Псковского района Псковской области России.
Расположена в 7 км к юго-западу от села Карамышево и в 23 км к востоку от центра города Пскова.
Численность населения деревни по состоянию на 2000 год составляла 13 человек.